# Arsène Lupin (serial telewizyjny)
Arsène Lupin – międzynarodowy serial telewizyjny, zainspirowany cyklem powieści  Maurice'a Leblanca o przygodach Arsène'a Lupina, dżentelmena włamywacza.

## Opis fabuły
Początek XX wieku. Elegancki, pełen uroku dżentelmen-włamywacz Arsène Lupin, wiedzie życie bogatego arystokraty. Uwielbia piękne kobiety i najlepszy szampan. Kradnie tylko najwyższej jakości klejnoty i przedmioty sztuki. Zawsze robi to z największym wdziękiem, wyprowadzając w pole bezradną policje, w czym pomaga mu wierny szofer i przyjaciel, lokaj Grognard.

## Obsada

### Główne role
- Georges Descrières – Arsène Lupin (wszystkie 26 odcinków)[1]
- Roger Carel – Guerchard (11)
- Yvon Bouchard – Grognard (26)

### Drugoplanowe
- Jacques Monod – prefekt policji (6 odcinków)[2]
- Jacques Brunet – Champroux (5)
- Henri Virlojeux – Herlock Sholmès (4)
- Marthe Keller – hrabina Natacha (3)
- Yves Barsacq – Wilson (3)
- Kathrin Ackermann – Lady Dora Bakefield (3)
- Hans Hermann Schaufuß – prof. Dohm/Denger (2)
- Bernard Giraudeau – Beautrellet (2)
- Bernard Lavalette – minister spraw wewnętrznych (2)
- Max Amyl – Lande, właściciel gazety (2)
- Pascale Roberts – Irène Imbert (2)
- Prudence Harrington – Jenny (2)
- André Badin – Mercurey, opiekun (2)
- Claudine Delvaux – Germaine, sekretarka (2)
- Hoang Thanh At – człowiek z gangu Lupina (2)
- Corinne Le Poulain – Hortense (1)
- Marika Green – Régine (1)
- Jean-Marc Thibault – Benoît Imbert (1)
- Nadine Alari – Clarisse (1)

## Spis odcinków
| N/o            | Polski tytuł                        | Francuski tytuł                     |
| -------------- | ----------------------------------- | ----------------------------------- |
|                |                                     |                                     |
| SERIA PIERWSZA |                                     |                                     |
|                |                                     |                                     |
| 001            | Kryształowy korek                   | Le Bouchon de cristal               |
|                |                                     |                                     |
| 002            | Victor z Afryki                     | Victor, de la brigade mondaine      |
|                |                                     |                                     |
| 003            | Arsene Lupin kontra Herlock Sholmes | Arsène Lupin contre Herlock Sholmes |
|                |                                     |                                     |
| 004            | Aresztowanie Arsene'a Lupina        | L'Arrestation d'Arsène Lupin        |
|                |                                     |                                     |
| 005            | Agencja Barnetta                    | L'Agence Barnett                    |
|                |                                     |                                     |
| 006            | Dziewczyna o zielonych oczach       | La Demoiselle aux yeux verts        |
|                |                                     |                                     |
| 007            | Brakujące ogniwo                    | La Chaîne brisée                    |
|                |                                     |                                     |
| 008            | Kobieta o dwóch uśmiechach          | La Femme aux deux sourires          |
|                |                                     |                                     |
| 009            | Chimera kalifa                      | La Chimère du calife                |
|                |                                     |                                     |
| 010            | Kobieta kontra Arsene Lupin         | Une femme contre Arsène Lupin       |
|                |                                     |                                     |
| 011            | Pierścienie Cagliostra              | Les Anneaux de Cagliostro           |
|                |                                     |                                     |
| 012            | Obrazy Tornbulla                    | Les Tableaux de Tornbüll            |
|                |                                     |                                     |
| 013            | Siódemka kier                       | Le Sept de cœur                     |
|                |                                     |                                     |
| SERIA DRUGA    |                                     |                                     |
|                |                                     |                                     |
| 014            | Herlock Sholmes rzuca wyzwanie      | Herlock Sholmes lance un défi       |
|                |                                     |                                     |
| 015            | Wakacje Arsene'a Lupina             | Arsène Lupin prend des vacances     |
|                |                                     |                                     |
| 016            | Tajemnica Gesvres                   | Le Mystère de Gesvres               |
|                |                                     |                                     |
| 017            | Tajemnica skalnej iglicy            | Le Secret de l'aiguille             |
|                |                                     |                                     |
| 018            | Człowiek w czarnym kapeluszu        | L'Homme au chapeau noir             |
|                |                                     |                                     |
| 019            | Szal z czerwonego jedwabiu          | L'Écharpe de soie rouge             |
|                |                                     |                                     |
| 020            | Tajemnicza siedziba                 | La Demeure mystérieuse              |
|                |                                     |                                     |
| 021            | Osiem uderzeń zegara                | Les Huit Coups de l'horloge         |
|                |                                     |                                     |
| 022            | Dama w kapeluszu z piórami          | La Dame au chapeau à plumes         |
|                |                                     |                                     |
| 023            | Tancerka z Rottenburga              | La Danseuse de Rottenburg           |
|                |                                     |                                     |
| 024            | Odkrywczy film                      | Le Film révélateur                  |
|                |                                     |                                     |
| 025            | Podwójna gra                        | Double Jeu                          |
|                |                                     |                                     |
| 026            | Kasa pancerna pani Imbert           | Le Coffre-fort de madame Imbert     |
|                |                                     |                                     |